# Dicnemoloma fraseri
Dicnemoloma fraseri är en bladmossart som beskrevs av Ferdinand François Gabriel Renauld 1909. Dicnemoloma fraseri ingår i släktet Dicnemoloma och familjen Dicranaceae. Inga underarter finns listade i Catalogue of Life.